# ヤン・ソウクップ
ヤン・ソウクップ（Jan Soukup、男性、1979年9月17日 - ）は、チェコ出身の空手家で、元キックボクサー。ワールド極真会館チェコ支部長。

## 来歴
11歳で伝統派空手の松濤館流を始めた。
2004年に来日し、竹隆光率いる極真会館（松井派）（現・ワールド極真会館）鹿児島支部に入門。3年半内弟子として修行し、弐段を取得した。その後、チェコで自身の道場を開いた。
2007年11月16日から18日にかけて開催された極真会館『第9回全世界空手道選手権大会』の決勝でエヴェルトン・テイシェイラに一本負けを喫し、準優勝となった。
2009年8月11日、K-1初参戦となったK-1 WORLD GP 2009 IN TOKYOで京太郎と対戦し、3Rに右フックで失神KO負けを喫した。しかし、解説をしていた魔裟斗やK-1イベントプロデューサー谷川貞治は「空手家のデビュー戦にしては、パンチが見えてるし、上手い。ソウクップは悪くない。」などと賛辞を送った。
2009年12月5日、K-1 WORLD GP 2009 FINALのオープニングファイトで高萩ツトムと対戦し、判定勝ち。K-1初勝利となった。

## 戦績
| キックボクシング 戦績 | キックボクシング 戦績 | キックボクシング 戦績 | キックボクシング 戦績 | キックボクシング 戦績 | キックボクシング 戦績 | キックボクシング 戦績 |
| --------------------- | --------------------- | --------------------- | --------------------- | --------------------- | --------------------- | --------------------- |
| 5 試合                | (T)KO                 | 判定                  | その他                | 引き分け              | 無効試合              |                       |
| 2 勝                  | 0                     | 2                     | 0                     | 0                     | 0                     |                       |
| 3 敗                  | 1                     | 2                     | 0                     | 0                     | 0                     |                       |

| 勝敗 | 対戦相手                   | 試合結果                             | 大会名                                                               | 開催年月日     |
| ×    | 上原誠                     | 延長R終了 判定3-0 （三者とも10-9）   | RISE85 【RISE HEAVY WEIGHT TOURNAMENT 2011準決勝】                   | 2011年11月23日 |
| ○    | ファビアーノ・サイクロン   | 3R終了 判定2-0 （29-28,28-28,29-28） | RISE85 【RISE HEAVY WEIGHT TOURNAMENT 2011一回戦】                   | 2011年11月23日 |
| ×    | ムラデン・ブレストヴァック | 3R終了 判定0-3                       | K-1 WORLD GP 2010 IN BUCHAREST -EAST EUROPE GP- 【リザーブファイト】 | 2010年5月21日  |
| ○    | 高萩ツトム                 | 3R終了 判定3-0                       | K-1 WORLD GP 2009 FINAL 【オープニングファイト】                     | 2009年12月5日  |
| ×    | 京太郎                     | 3R 1:20 KO（右フック）               | K-1 WORLD GP 2009 IN TOKYO                                           | 2009年8月11日  |

## 獲得タイトル
- 極真空手（松井派）
  - 第9回全世界空手道選手権大会 準優勝